# Томпсон, Дороти
Дороти Кэтрин Джен Томпсон (англ. Dorothy Katharine Gane Thompson); урождённая Тауэрс (англ. Towers; 30 октября 1923 — 29 января 2011) — британский историк, ведущий специалист по истории Чартистского движения. В 1943 г. поступила в Колледж Гиртона Кэмбриджского университета.

## Биография
Родилась Дороти Томпсон в Гринвиче, на юго-востоке Лондона. С 1942 года она изучала историю в Гёртон-колледж (Кембридж), где активно участвовала в Коммунистической партии и посещала заседания группы историков Коммунистической партии.
В 1945 году она познакомилась с будущим мужем, коллегой-историком Эдвардом Палмером (Томпсоном). После того, как они помогли построить железную дорогу в Югославии, они поженились и поселились в Галифаксе, Западный Йоркшир.
Во время войны работала чертёжницей в «Shell», что не позволило ей окончить образование. Тем не менее, она продолжила карьеру историка и принимала участие в политической жизни. Она вступила в молодёжную организацию британской компартии, в 1948 году вышла замуж за историка Эдварда Томпсона и вместе с ним переехала в Галифакс. Родила троих детей.
В 1968 г. Дороти Томпсон устраивается преподавателем в Университет Бирмингема. Она работала на историческом факультете с 1968 по 1988 гг.
Занималась исследованиями в области истории чартизма, Ирландии и женского вопроса в Англии.

## Значительные труды
- Первые чартисты (1971).
- Библиография чартистского движения: 1837—1976 (совместно с Дж. Харрисоном; 1978).
- Чартизм в Уэльсе и Ирландии (1987).
- Британские женщины в XIX веке (1989).
- Отщепенцы: класс, пол и нация (1993).
- Аутсайдеры: класс, пол и нация (1993).
- Образы чартизма (под редакцией Стивена Робертса) (1998).
- Избранные стихи Фрэнка Томпсона под редакцией Дороти Томпсон и Кейт Томпсон (2003).
- Достоинство чартизма: очерки Дороти Томпсон (под редакцией Стивена Робертса) (2015).